# Amyris chiapensis
Amyris chiapensis är en vinruteväxtart som beskrevs av Cyrus Longworth Lundell. Amyris chiapensis ingår i släktet Amyris och familjen vinruteväxter. Inga underarter finns listade i Catalogue of Life.